# TOUTEN BOOKSTORE
TOUTEN BOOKSTORE（トウテンブックストア）は、愛知県名古屋市熱田区沢上1-6-9にある書店。セレクトブックショップとされることもある新刊書店である。JR・名鉄・名古屋市営地下鉄金山駅の南にある沢上商店街に所在する。店主は古賀詩穂子。

## 概要
店名のTOUTENは「読点」を意味し、「ほっと一息つける場」という意味が込められている。古賀詩穂子は2014年4月から2017年3月まで出版取次会社の日本出版販売名古屋支店に4年間勤務。その後書籍校閲会社の鴎来堂で書店の設立や企画運営を手がけた後、2019年11月27日にフリーマガジン『読点magazine、』を創刊。反響が大きかったことから、実店舗の開店を志した。2020年10月からクラウドファンディングを行い、346人から404万円超の資金を調達。2021年1月16日、沢上商店街の空き店舗を改装してTOUTEN BOOKSTOREを開店させた。1階は約3000冊を有する書店スペースであり、古賀自らが選書した料理本・旅行記・小説などを揃えている。また、1階の一部にはカフェスペースもある。2階はイベントなどが可能な多目的スペースである。

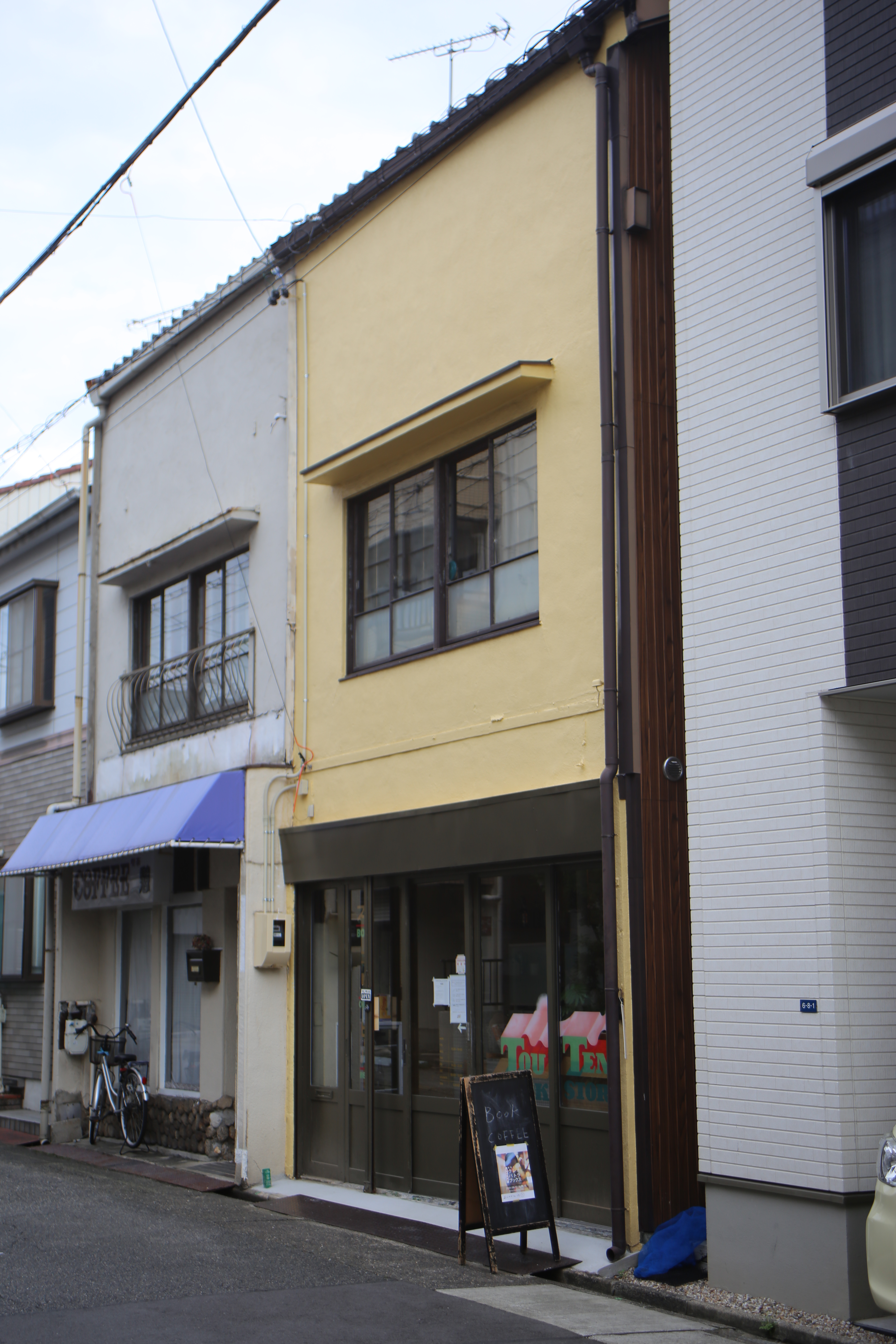
外観
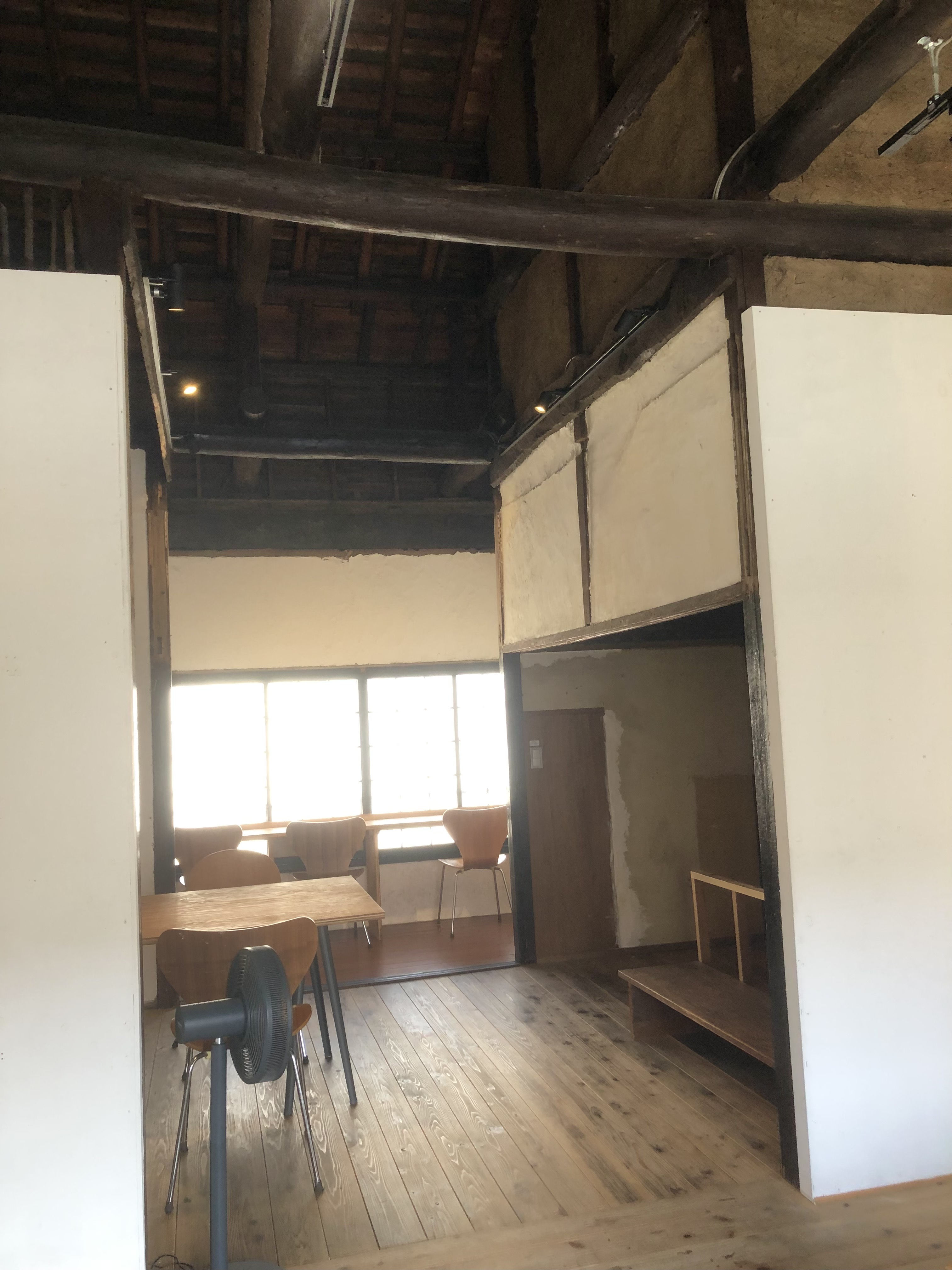
2階のスペース
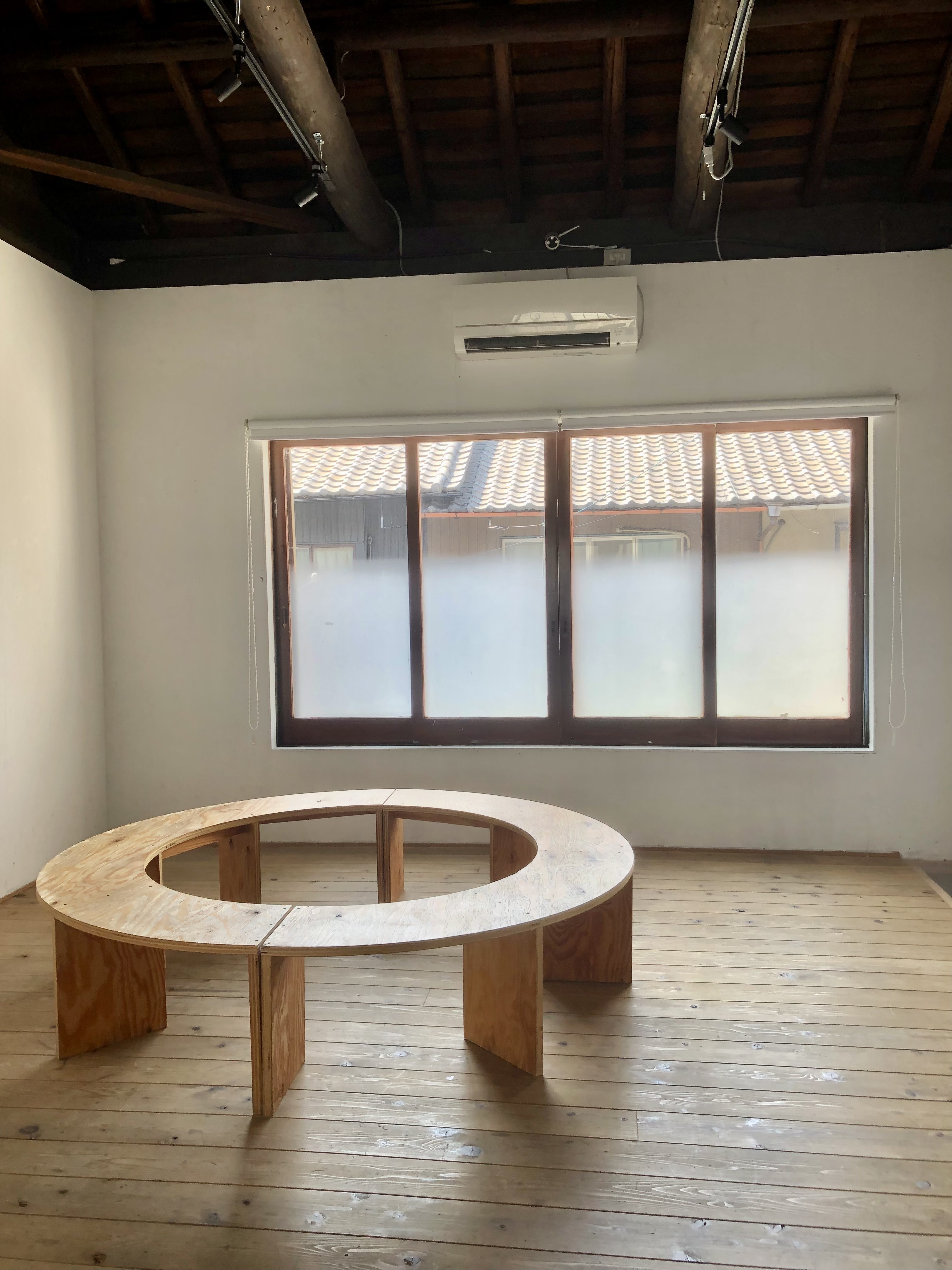
2階のスペース

## 歴史
- 2021年1月16日 - 開店。

## 店舗
- 所在地 - 愛知県名古屋市熱田区沢上1-6-9
- アクセス - JR・名鉄・名古屋市営地下鉄金山駅から徒歩7分
- 営業時間 - 月曜から木曜は8:30～18:00、金曜は8:30～21:00、土曜・祝日は10:00～18:00
- 定休日 - 日曜